# Marco Juniano Justino
Marco Juniano Justino Frontino (en latín: Marcus Junianus Justinus Frontinus) fue un historiador romano del siglo II y siglo III. Nacido en la Galia Narbonense, poco se conoce de su historia personal aparte de saberse que es el autor del ‘Epítome de las Historias Filípicas de Pompeyo Trogo’, un libro que él mismo describe en su prefacio como «una colección de los más importantes e interesantes pasajes de la voluminosa ‘Historiae Phillipicae et totius mundi origines et terrae situs’, escrita en tiempos de César Augusto por Pompeyo Trogo». Aunque Justino se permitió ciertas licencias en lo que resultó más una antología que un epítome del trabajo de Trogo, el libro fue editado en gran medida durante la Edad Media, ya que el autor fue confundido con San Justino por Isidoro de Sevilla, Jordanes y Juan de Salisbury.

## Obra
Su única obra conocida se titula ‘Epítome de las Historias Filípicas de Pompeyo Trogo’ (en latín: ‘Epitoma historiarum Philippicarum Pompei Trogi’), que reduce la ‘Historia Filípica’ de Pompeyo Trogo al enfocarse en «lo que sea que [las partes] sean más dignas de ser conocidas» y eliminar las partes que «no eran atractivas para el placer de la lectura, ni necesarias a modo de ejemplo», lo que resulta en un trabajo de aproximadamente una décima parte de su extensión original y descrito como una «antología caprichosa» en lugar de un epítome regular. A pesar de su naturaleza alterada, la obra se erige como una pieza importante de la historia, tanto como una conexión con la única obra precristiana de la historia mundial escrita en latín y como una de las pocas fuentes escritas de varias figuras helenísticas notables. Se cree que esta fue escrita en Roma debido a una sección en el prefacio donde Justino escribe que había compuesto la obra «durante el tiempo libre que disfruté en la ciudad».
El epítome está estructurado de la misma manera que el original, dividido en cuarenta y cuatro libros, con la adición de un prefacio. Cada uno de estos libros se enfoca en un aspecto del mundo y la historia griega, con un enfoque específico en Alejandro Magno, su ascenso al poder y los eventos que ocurren después de su muerte. El Epítome también proporciona un relato de la muerte de Alejandro, atribuyéndola a Antípatro; quien al ver lo inmoral  de su comportamiento, se encargó de envenenarlo.

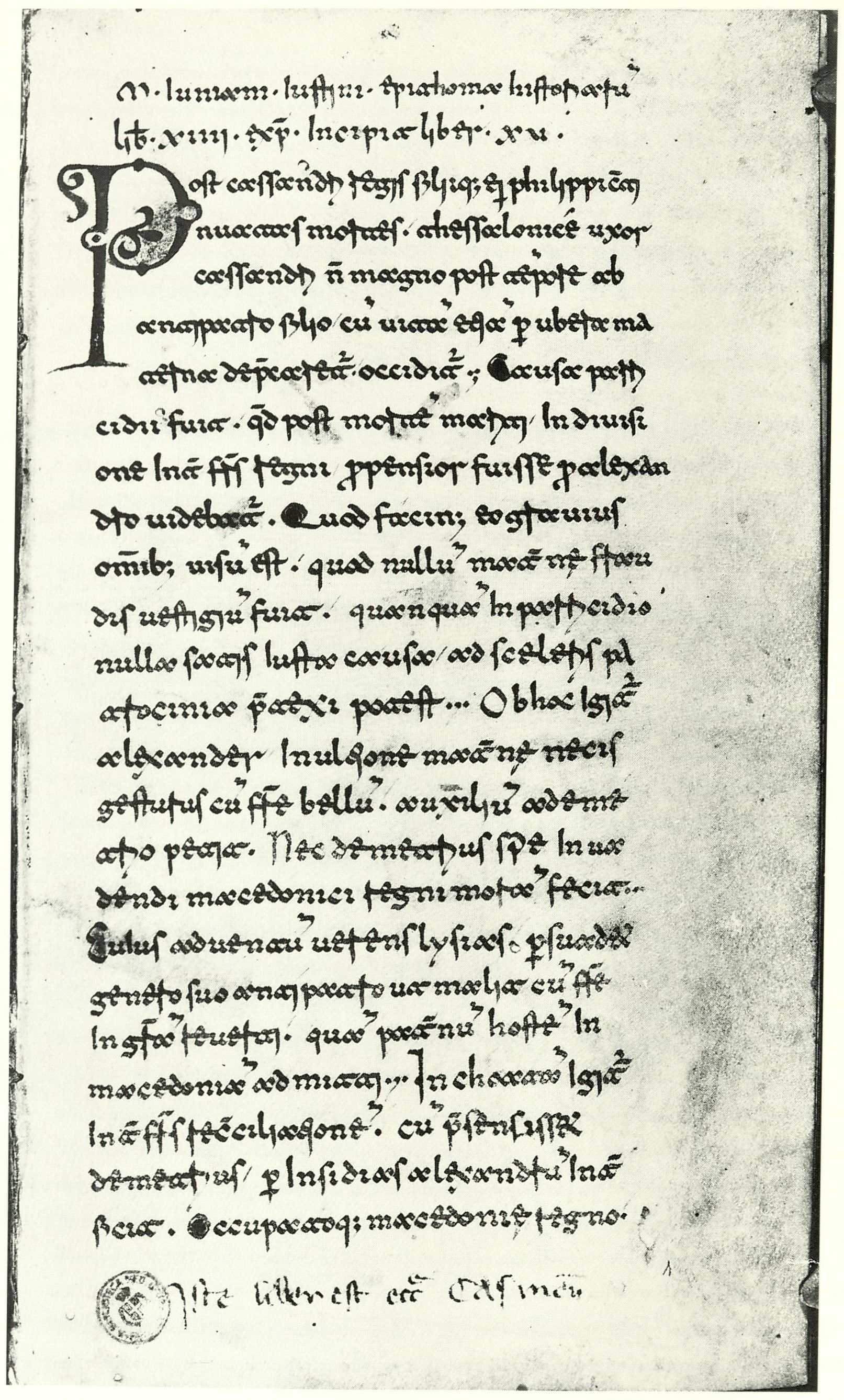
Manuscrito de la Biblioteca Laurenciana.
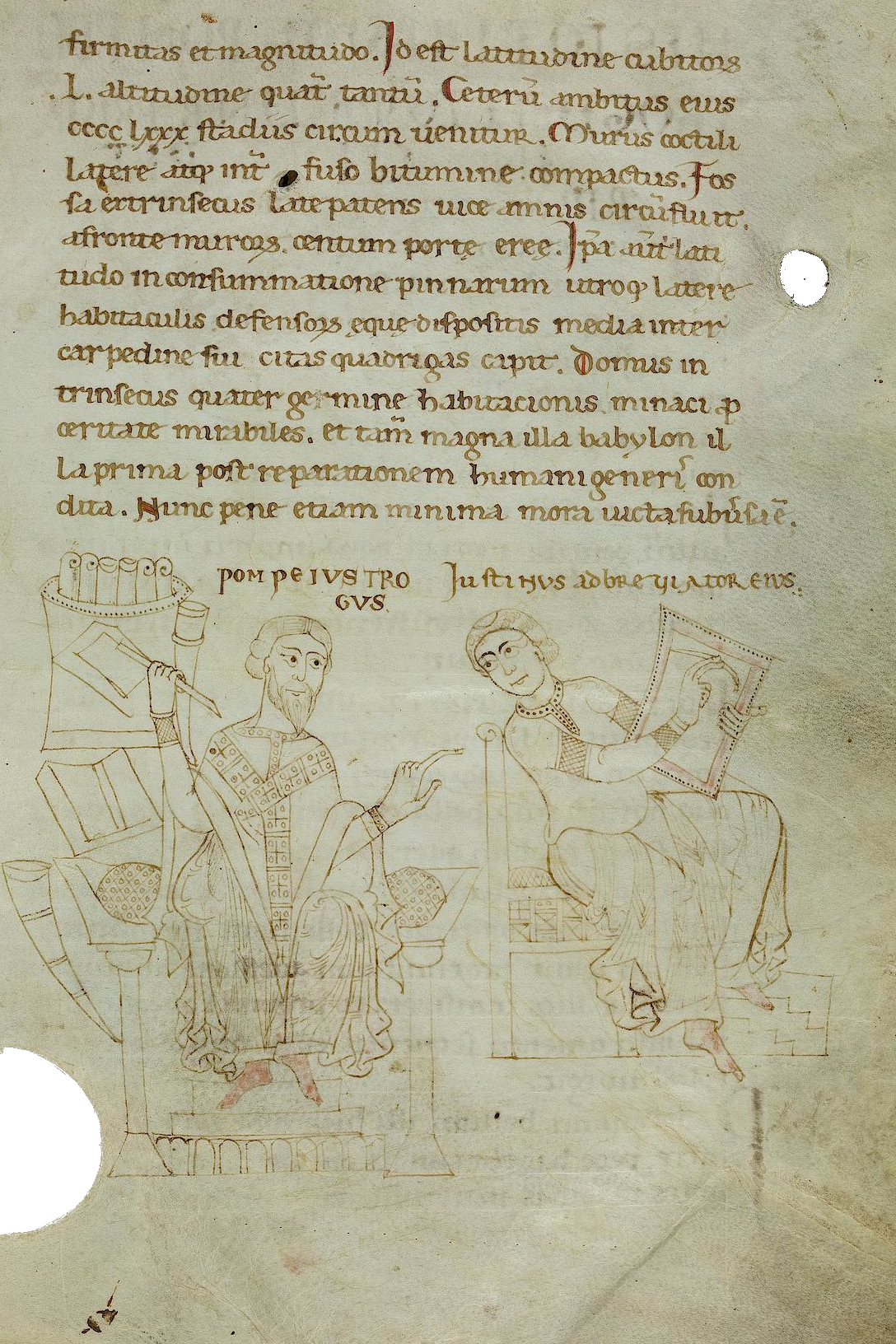
Códice Palatino 927.
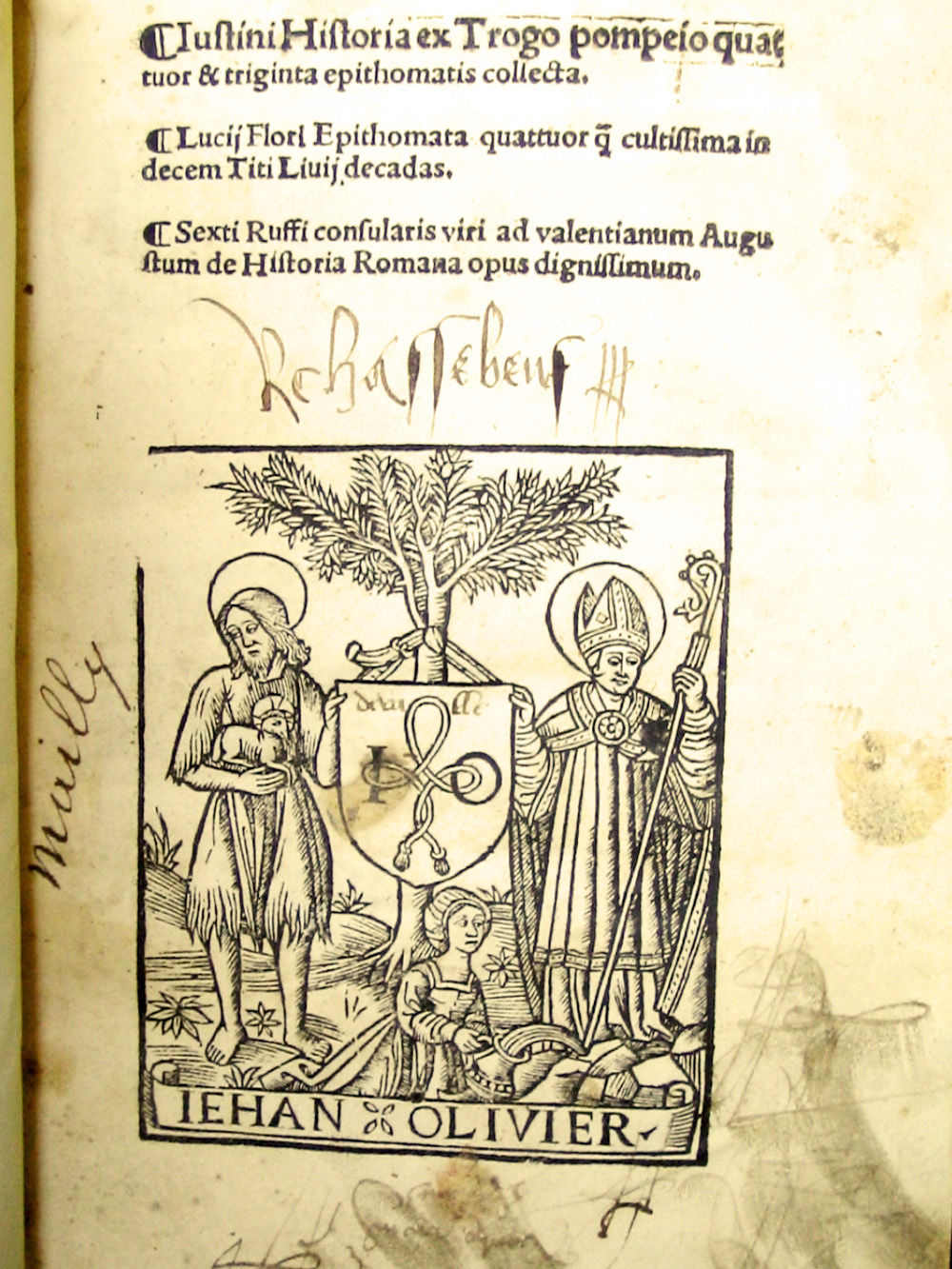
Edición de 1519.
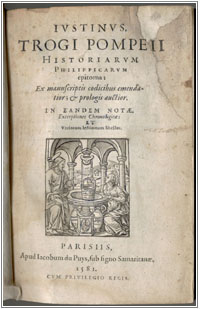
Edición de 1581.

## Ediciones de su obra
La edición príncipe de la obra de Justino fue impresa por Nicolas Jenson en Venecia en 1470. La primera edición crítica es la de Marco Antonio Cocio Sabelico publicada en folios en Venecia en 1490 con ediciones en 1497 y 1507. Esta fue sustituida por la edición de Aldo Manucio publicada en Venecia en 1522. Esta obra fue seguida por la edición de Jacques Bongars titulada ‘Justinus, Trogi Pompeii Historiarum Philippicarum epitoma de manuscriptis codicibus emendatior et prologis auctior’ y publicada en París en 1581, en el que el texto fue revisado con gran cuidado, e ilustrado con útiles comentarios; pero admitiendo correcciones con conjeturas demasiado libres.
La primera traducción al español es la realizada por Jorge de Bustamante publicada en Alcalá de Henares en 1540 bajo el título ‘Iustino clarissimo abreviador de la historia general del Trogo Pompeyo traduzido en lengua castellana.’ La primera edición en inglés fue traducida y editada por Arthur Golding publicada en Londres en 1564 con el título ‘Thabridge MENTE of the Histories of Trogus Pompeius , gathered and written in the Laten tung , by the famous Historiographer Iustine’.  La primera traducción al portugués es la realizada por Troilo de Vasconcelos da Cunha titulada
‘Iustino Lusitano, on Tradução de Justino da lingoa Latina para a Portugueza’ impresa en folios en Lisboa por Antonio Manescal en 1726. 
| Año     | Idioma     | Editor / Trad.                 | Ciudad            | Título |
| ------- | ---------- | ------------------------------ | ----------------- | --- |
| S. VIII | Latín      | M . Iunianus Iustinus          | París             | ‘Epitoma historiarum Philippicarum Pompei Trogi’. (Manuscrito).                                                                         |
| 1470    | Latín      | Nicolas Jenson                 | Venecia           | ‘Epitomae in Trogi Pompeii historias’.                                                                                                  |
| 1476    | Latín      | Christoph Valdarfer            | Milán             | ‘Epitome in Trogi Pompeii Historias’.                                                                                                   |
| 1479    | Latín      | Philippus Petri                | Venecia           | ‘Epitome in Trogi Pompeii Historias’.                                                                                                   |
| 1490    | Latín      | Marco Antonio Cocio Sabelico   | Venecia           | ‘Epitome in Trogi Pompeii historias’.                                                                                                   |
| 1522    | Latín      | Aldo Manucio                   | Venecia           | ‘Trogi Pompei Externae historiae in compendium ab Iustino redactae’.                                                                    |
| 1540    | Castellano | Jorge de Bustamante            | Alcalá de Henares | ‘Iustino clarissimo abreviador de la historia general del Trogo Pompeyo traduzido en lengua castellana’.                                |
| 1564    | Inglés     | Arthur Golding                 | Londres           | ‘Thabridge MENTE of the Histories of Trogus Pompeius , gathered and written in the Laten tung , by the famous Historiographer Iustine’. |
| 1581    | Latín      | Jacques Bongars                | París             | ‘Justinus, Trogi Pompeii Historiarum Philippicarum epitoma de manuscriptis codicibus emendatior et prologis auctior’.                   |
| 1719    | Latín      | Abraham Gronov                 | Leiden            | ‘Justini historias Philippicas cum commentariis virorum doctorum’.                                                                      |
| 1722    | Latín      | Petrus Burmannus               | Leiden            | ‘Justini Historiae Philippicae’. |
| 1726    | Portugués  | Troilo de Vasconcelos da Cunha | Lisboa            | ‘Iustino Lusitano, on Tradução de Justino da lingoa Latina para a Portugueza’.                                                          |

## Recepción de su obra
A Justino se le acusa reiteradamente de inhábil y poco elegante en su estilo. Se le reprocha, por una parte, haber extraído de Trogo sólo lo que respondía a sus propios intereses y, por otra, haberlo hecho de forma bastante irresponsable, sin darse cuenta de que su reducción no sólo era ineficaz sino que, sobre todo, comprometía el contenido histórico del original.